# Росоха Степан
Степан Росоха (27 травня 1908, с. Драгово, жупа Мармарош, Угорське королівство — 20 квітня 1986, м. Торонто, Канада) — український журналіст, видавець і політичний діяч на Закарпатті й еміграції, заступник Голови Сойму Карпатської України.

## Життєпис

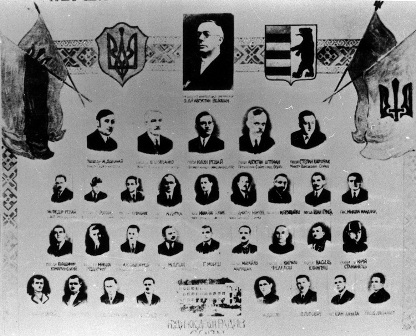
Посли Сойму Карпатської України.
По центру: Президент Карпатської України о. Августин Волошин; Перший ряд зліва направо: Микола Долинай, Юлій Бращайко, Юліян Ревай, Августин Штефан, Степан Клочурак; Другий ряд: Федір Ревай, Степан Росоха, Леонід Романюк, Августин Дутка, Михайло Тулик, Дмитро Німчук, Михайло Бращайко, Іван Грига, Микола Мандзюк; Третій ряд: Володимир Комаринський, Микола Різдорфер, Антон Ернест Олдофреді, Мілош Дрбал, Григорій Мойш, Михайло Марущак, Кирило Феделеш, Василь Климпуш, о. Юрій Станинець; Четвертий ряд: Василь Щобей, Іван Ігнатко, Юрій Пазуханич, Іван Перевузник, Адальберт Довбак, Петро Попович, Іван Качала, Василь Лацанич

Посли Сойму Карпатської України. Зліва направо, зверху вниз: Юліян Ревай, Августин Волошин, Степан Клочурак, Леонід Романюк, Федір Ревай, Августин Штефан, Степан Росоха, Августин Дутка, Юлій Бращайко, Микола Долинай,
Василь Щобей, Володимир Комаринський, Михайло Бращайко, Петро Попович, Василь Климпуш

Народився 27 травня 1908 в селі Драгово (тепер Хустського району Закарпатської області).
Закінчив у 1930 році Берегівську гімназію. Навчався на юридичному факультеті у Карловому університеті в Празі, а згодом в Українському Вільному Університеті. Був організатором і одним із лідерів українського студентського руху в Празі та націоналістичної молоді.
Редактор журналу для студентства «Відродження» (1926—1930), націоналістичного журналу Пробоєм у Празі (1934—1940).
Протягом 1932—1939 голова пропагандистського сектору екзекутиви ОУН на Закарпатті. З листопада 1938 до березня 1939 культурно-освітній референт Організації народної оборони «Карпатська Січ», у якій також обіймав посаду зв'язкового з урядом Карпатської України.
12 лютого 1939 був обраний до Сойму Карпатської України за списком Українського Національного Об'єднання. На засіданні 15 березня 1939 обраний заступником голови Сойму.
Після угорської окупації на еміграції. Протягом 1944—1945 в'язень концтабору Терезін. Згодом жив до 1949 року у Регенсбурзі. Виїхав до Канади, працював у газетах «Новий шлях» у Вінніпезі (1952—1960) та «Вільне слово» (1960—1986) в Торонто.
Помер 20 квітня 1986 року в Канаді.

## Вшанування пам'яті
12 квітня 2016 року голова Закарпатської ОДА Геннадій Москаль на честь Степана Росохи у селі Драгово Хустського району перейменував вулицю В.Терешкової.

## Праці
- Автор документальної праці «Сойм Карпатської України» (1949) та багатьох статей.